# Гранд Инкампмент (Вајоминг)
Гранд Инкампмент (енгл. Grand Encampment) град је у америчкој савезној држави Вајоминг.

## Демографија
По попису из 2010. године број становника је 450, што је 7 (1,6%) становника више него 2000. године.
| Група             | 2000.       | 2010.       |
| Белци             | 429 (96,8%) | 435 (96,7%) |
| Афроамериканци    | 0 (0,0%)    | 0 (0,0%)    |
| Азијати           | 3 (0,7%)    | 0 (0,0%)    |
| Хиспаноамериканци | 3 (0,7%)    | 7 (1,6%)    |
| Укупно            | 443         | 450         |